# Hönökaka

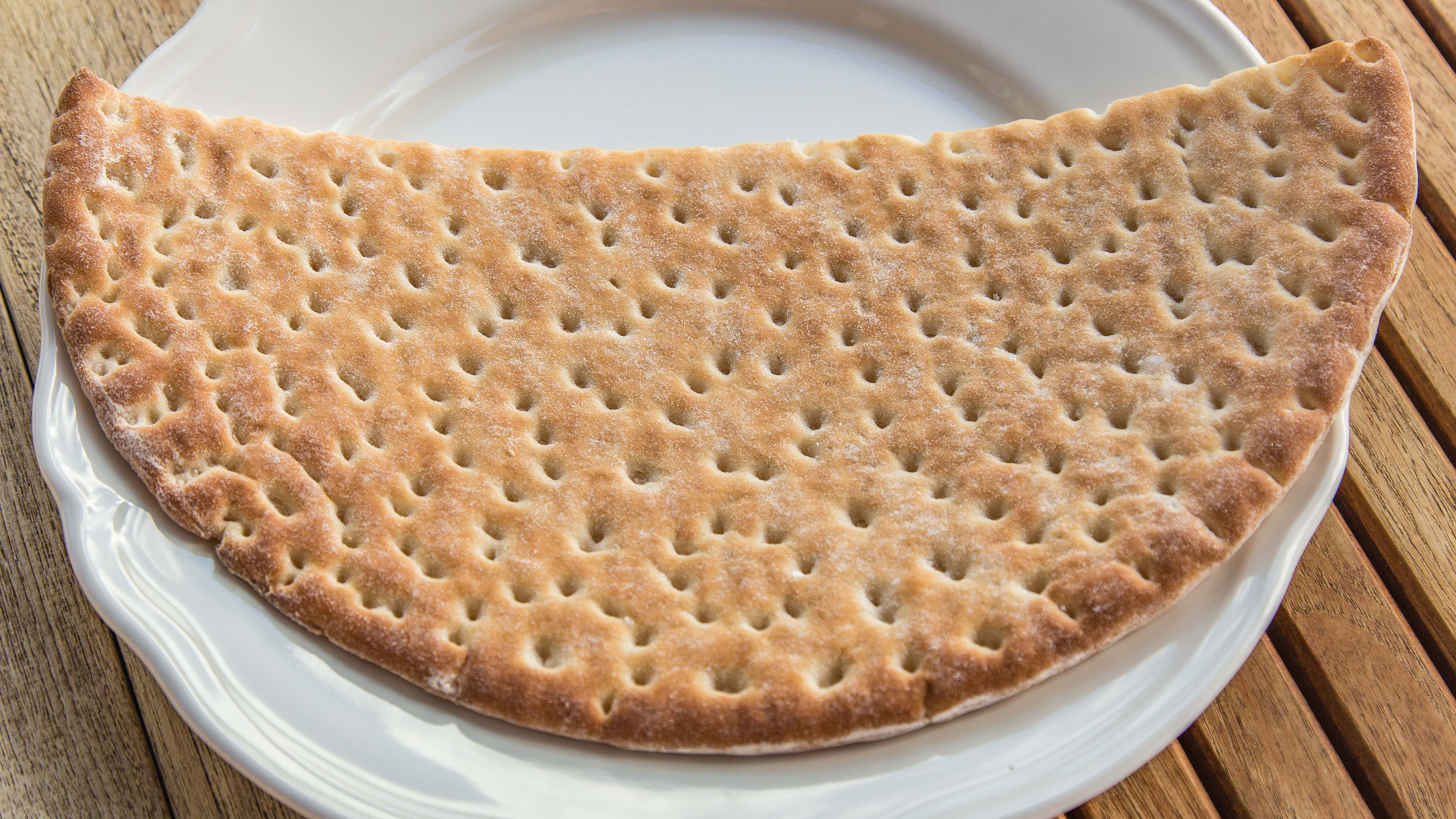
Industriellt bakad hönökaka

Hönökaka är en typ av platt mjuk ljus naggad brödkaka, som bakas i runda platta stycken, och som normalt säljs i halvcirkelbitar. Den är uppkallad efter ön Hönö, Öckerö kommun  i Göteborgs norra skärgård. Hönökakor bakas i större skala av två företag i Göteborgs kommun, Åkes Äkta Hönökakor AB och Pågen.

## Historisk bakgrund
Hönökaka är en utveckling av en brödtyp, som har bakats i lanthushåll i Västsverige och som i vissa trakter också producerats kommersiellt. Ett dialektalt namn är bagebröd, men brödet har också gärna fått namn efter platsen, till exempel donsökaka eller tjörnkaka. Hönökaka skiljer sig från liknande brödsorter genom att i lång tid marknadsförts utanför sitt ursprungsområde.
Traditionellt användes murade vedugnar, där elden brann vid sidan av en stenhäll eller tjock järnplåt på vilken brödet gräddades. I andra delar av landet bakades knäckebröd och tunnbröd på ett liknande sätt. Hembygdsmuseer och hembygdsföreningar, inte bara vid västkusten utan också i tidigare Skaraborgs län har arbetat med att dokumentera och bevara detta traditionella hantverk.
Den traditionella bohuslänska brödkakan är ofta fastare och kunde torkas som knäckebröd för längre hållbarhet. Det kunde då användas som proviant av fiskare till sjöss. Sådant torkat bröd mjukades gärna upp i varmt kaffe innan det förtärdes.

## Kommersiell utveckling
År 1934 öppnade Åke Johannesson (1913–1983) Åkes Hembageri på Hönö, och sålde från 1940-talets början hönökakor till butiker i Göteborg. Fram till etableringen av en bilfärjeled 1962 saknade Hönö anknytning till vägnätet på fastlandet. När lokalerna på Hönö blev för små, blev därför valet år 1960 att flytta till Torslanda på Hisingen. Företaget har i längre tid haft namnet Åkes Äkta Hönökakor AB.
I Göteborg har Pågen med föregångaren Pååls bakat hönökakor sedan 1950-talet.  Pågen använder även namnet Hönö vid marknadsföringen av så kallad skärgårdskaka, som kan beskrivas som en hönökaka av portionsstorlek.